# اندرو موندشاین
اندرو موندشاین (انگلیسی: Andrew Mondshein؛ زادهٔ ۲۸ فوریهٔ ۱۹۵۷) تدوین‌گر اهل ایالات متحده آمریکا است. او تا کنون تدوینگر بیش از ۲۵ فیلم سینمایی بوده‌است. او برای تدوین فیلم سینمایی حس ششم نامزد جایزه اسکار بهترین تدوین، نامزد جایزه بفتای بهترین تدوین، نامزد جایزه انجمن تدوینگران سینمای آمریکا و برنده جایزه ستلایت بهترین تدوین شد. همچنین او برای عضویت در انجمن تدوینگران سینمای آمریکا انتخاب شده‌است. او فعالیت هنری خود را از سال ۱۹۸۲ و به عنوان دستیار تدوین در دو فیلم تله مرگ و حکم به کارگردانی سیدنی لومت آغاز کرد. او ۱۱ بار با لاسه هالستروم کارگردان سوئدی و ۸ بار با سیدنی لومت همکاری کرده‌است.

## فیلم‌شناسی
| سال  | فیلم                                        | کارگردان          | توضیحات |
| ---- | ------------------------------------------- | ----------------- | --- |
| ۱۹۸۲ | تله مرگ                                     | سیدنی لومت        | دستیار تدوین |
| ۱۹۸۲ | حکم                                         | سیدنی لومت        | دستیار تدوین |
| ۱۹۸۳ | دنیل                                        | سیدنی لومت        | |
| ۱۹۸۴ | گاربو حرف می‌زند                             | سیدنی لومت        | |
| ۱۹۸۵ | ناامیدانه در جستجوی سوزان هستم              | سوزان سایدلمن     | |
| ۱۹۸۶ | قدرت                                        | سیدنی لومت        | |
| ۱۹۸۷ | درست کردن آقای درست                         | سوزان سایدلمن     | |
| ۱۹۸۸ | ازنفس‌افتاده                                 | سیدنی لومت        | |
| ۱۹۸۹ | کلوچه                                       | سوزان سایدلمن     | |
| ۱۹۸۹ | کسب‌وکار خانوادگی                            | سیدنی لومت        | |
| ۱۹۹۱ | یکبار در اطراف                              | لاسه هالستروم     | |
| ۱۹۹۲ | غریبه‌ای در میان ما                          | سیدنی لومت        | |
| ۱۹۹۳ | چه چیزی گیلبرت گریپ را آزار می‌دهد           | لاسه هالستروم     | |
| ۱۹۹۴ | متن ترانه جیسون                             | داگ مک هنری       | |
| ۱۹۹۵ | به وانگ فو، با تشکر برای همه‌چیز! جولی نیومر | بیبان کیدرون      | |
| ۱۹۹۷ | جارو از دریا                                | بیبان کیدرون      | به همراه با الکس مکی |
| ۱۹۹۸ | گسترده بیدار                                | ام. نایت شیامالان | |
| ۱۹۹۸ | بازگشت به بهشت                              | جوزف روبن         | به‌همراه کریگ مک‌کی |
| ۱۹۹۹ | حس ششم                                      | ام. نایت شیالامان | جایزه ستلایت بهترین تدوین نامزد — جایزه اسکار بهترین تدوین نامزد — جایزه بفتای بهترین تدوین نامزد — انجمن تدوینگران سینمای آمریکا نامزد — ای سی سی ای بهترین تدوین |
| ۲۰۰۰ | شکلات                                       | لاسه هالستروم     | نامزد — جایزه ای سی ای ادی بهترین تدوین |
| ۲۰۰۰ | ضمیر گمشده                                  | یانوش کامینسکی    | تدوینگر اصلی آن گورسو است، اندرو موندشاین تدوین مجدد فیلم همکاری کرده‌است.                                                                                          |
| ۲۰۰۱ | اخبار کشتیرانی                              | لاسه هالستروم     | |
| ۲۰۰۲ | تحلیل آن                                    | هارولد رامیس      | |
| ۲۰۰۵ | یک زندگی ناتمام                             | لاسه هالستروم     | |
| ۲۰۰۵ | کازانووا                                    | لاسه هالستروم     | |
| ۲۰۰۶ | حقه                                         | لاسه هالستروم     | |
| ۲۰۰۷ | ضیافت عشق                                   | رابرت بنتون       | |
| ۲۰۰۹ | روح‌های سرد                                  | سوفیا بارتس       | |
| ۲۰۰۹ | حال همه خوب است                             | کرک جونز          | |
| ۲۰۱۰ | مرا بیاد داشته باش                          | آلن کولتر         | |
| ۲۰۱۲ | زندگی عجیب تیموتی گرین                      | پیتر هجز          | |
| ۲۰۱۳ | پناهگاه امن                                 | لاسه هالستروم     | |
| ۲۰۱۴ | صد قدم راه                                  | لاسه هالستروم     | |
| ۲۰۱۵ | قصه عشق و تاریکی                            | ناتالی پورتمن     | |
| ۲۰۱۵ | ملک طلق                                     | پیتر سالت         | |
| ۲۰۱۷ | مومیایی                                     | الکس کورتزمن      | به‌همراه جینا هرش و پال هرش |
| ۲۰۱۷ | ساخت آمریکا                                 | داگ لیمان         | به‌همراه دیلن تیچنر و سار کلین |
| ۲۰۱۹ | آشوب مدام                                   | داگ لیمان         | |